# Мінсо-о
Мінсо-о (*бірм. မင်းစောအို; 1456 — 1515) — 10-й володар М'яу-У в січні—липні 1515 року. У бенгальців відомий як Джалал-шах.

## Життєпис
Походив зі знатного роду, ймовірно належав до однієї з гілок правлячої династії. Народився 1456 року. 1494 року внаслідок заколоту міністрів було повалено правителя Ран Аунга, що був небожем за материнською лінією Со О, а трон перейшов до його старшого брата Салінгату.
Відомостей про діяльність вкрай обмежено. У січні 1515 року внслідок заколоту було повалено його двоюрідного небожа — володаря Ґазапаті. Панував лише 6 місяців, не виявивши політичного чи військового хисту, чим скористався Бенгальський султанат. Помер або був вбитий (що є більш правдоподібним) у липні того ж року, а владу перебрав Тхазата з чоловічої гілки династії.